# Marshallesiska
Marshallesiska (Kajin M̧ajeļ eller Kajin Majõl) är ett mikronesiskt språk (inom den malajo-polynesiska språkgruppen) som talas på Marshallöarna, där det har officiell status, samt på Nauru. Det finns två dominerande dialekter: östlig (ratak) och västlig (rälik). År 1979 hade det omkring 43 900 talare på Marshallöarna och närmare 50 000 talare totalt.
Språket skrivs med latinska alfabetet. Bibeln översattes till marshallesiska år 1982.

## Ortografi

Bikiniatollens flagga, med text på marshallesiska som översatt till svenska lyder "Allt är i guds händer".

Det finns två ortografiska system för att skriva marshallesiska, ett äldre, som fortfarande är det mest använda, och ett nyare. Både innehåller en rik mängd diakritiska tecken, som i bönen Ave Maria i nyare ortografi här nedan:

Io̧kwe eok Maria, kwo lōn̄ kōn

menin jouj;

Irooj ej pād ippam̧.

Kwo jeram̧m̧an iaan kōrā raņ im

ejeram̧m̧an ineen lo̧jiōm̧, Jesus.

O Maria kwojarjar, jinen Anij,

kwōn jar kōn kem rijjerawiwi.

Kiiō im ilo iien

amwōj mej. Amen.